# Guarda Municipal
La Guarda Municipal è la principale forza di polizia locale operante nelle città brasiliane.
Inizialmente costituita come agenzia civile, la Guardia Municipale è responsabile del pattugliamento e della sicurezza dei parchi urbani, delle proprietà, delle installazioni e dei locali interni dei consigli comunali e dei municipi, secondo la Costituzione federale brasiliana.

## Storia
Creata durante l'Impero del Brasile, la Guardia Municipale è subordinata al sindaco, in portoghese, prefeitos.
Fino al 1965, la Polizia Civile degli stati più popolosi del Brasile era, nella sua struttura amministrativa, pienamente integrata con Guardia Civile, ma le riforme della Polizia promulgate all'inizio del XX secolo la destinarono a svolgere, insieme alla Polizia Civile, il fondamentale compito di prevenzione della sicurezza. Queste riforme vennero abolite a seguito del colpo di Stato del 30 marzo 1964, dove alcuni soggetti istituzionali, persero la loro indipendenza politico-amministrativa. Uno degli scopi principale di tale controriforma consisteva nell'eliminare qualsiasi resistenza al regime militare.

## Competenze e funzioni

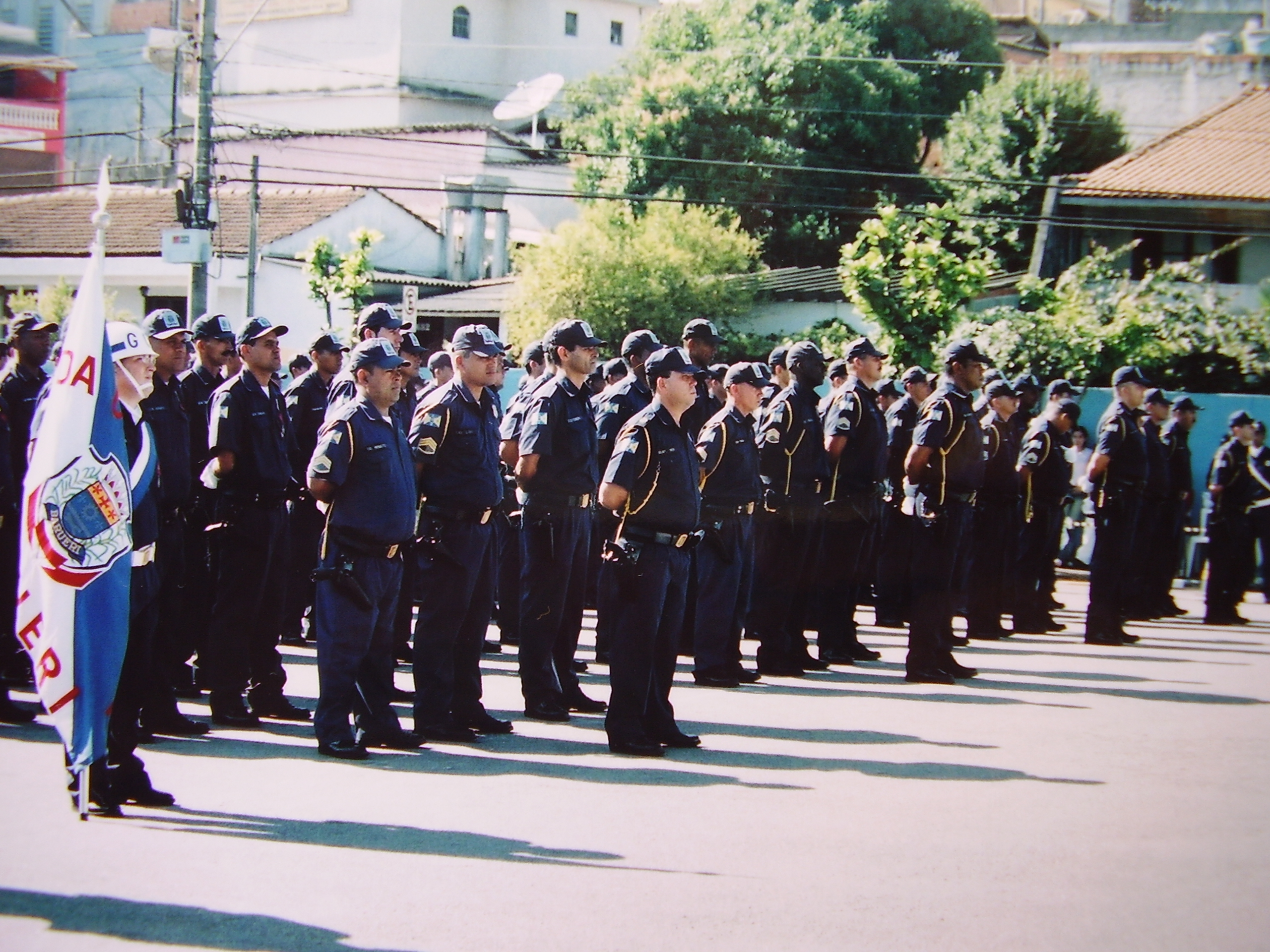
Guardia municipale civile di Bariura

Secondo l'articolo 144, comma 8° della Costituzione brasiliana, ogni comune può istituire corpi di guardie municipali, per proteggere i propri beni e servizi. La modifica costituzionale n. 534/2002, ha cambiato lo status costituzionale alle guardie municipali. Questa revisione ha conferito alla Guarda Municipal lo stesso potere di intervento delle altre forze di polizia in Brasile, allo scopo di servire e proteggere le città brasiliane.

## Organizzazione

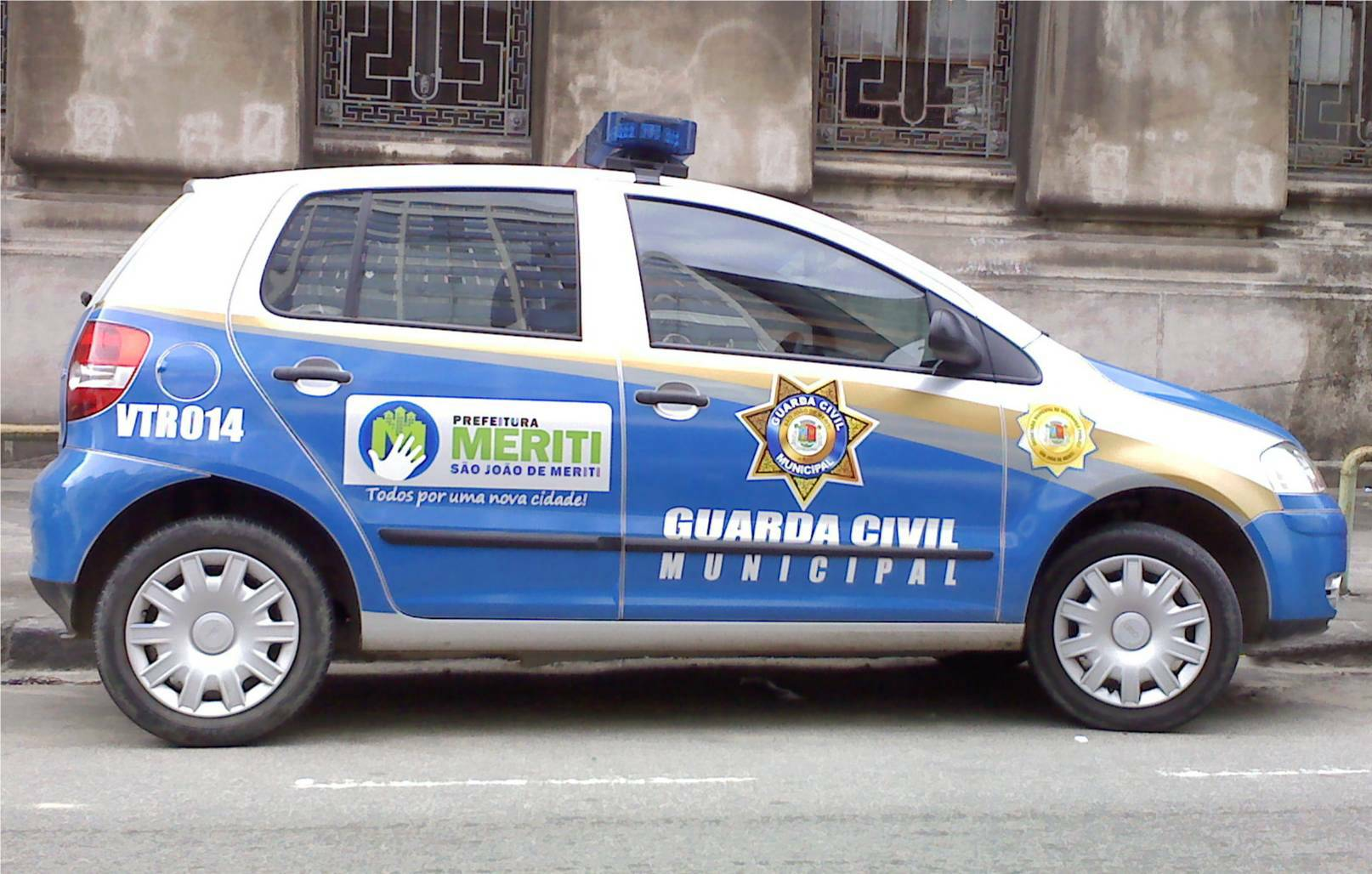
Un veicolo della Guardia Municipal a São João de Meriti, nello Stato di Rio de Janeiro.

L'organizzazione della Guardia Municipal è piuttosto fluida. In alcune città brasiliane, come per esempio, San Paolo, il comando viene affidato o ad un ex colonnello della Polizia Militare brasiliana o ad uno Sceriffo in pensione della Polizia Civile brasiliana. In altre città, come, per esempio, Guarulhos, São Caetano do Sul e Osasco, i comandanti appartenevano alla Polizia Metropolitana di San Paolo. Attualmente, l'ispettore capo della città di San Paolo, è Joel Malta de Sá. Queste nomine di fatto celebrano l'inizio di una nuova era istituzionale, dove i responsabili sono proprio comandanti delle Guardie Comunali, in quanto addestrati in queste agenzie con il sostegno del governo federale e senza alcun tipo di interferenza del governo statale.
Le Guardie Comunali o municipali e la Guardia Civil sono state riorganizzate secondo le norme del dispositivo della "Grande Lettera", in accordo con la Costituzione federale del 1988, che autorizza le città "a creare" Guardie Municipali, per la protezione dei suoi beni, dei suoi servizi e degli impianti.
Pertanto, prima di tutto, le Guardie Municipali devono essere in grado di agire per contrastare diverse situazioni, ma anche d'intervenire in qualsiasi altra situazione di criminalità in atto, o nell'ipotesi di minacce all'ordine o alla vita pubblica, al di là di situazioni di calamità, perché in questi casi, come recita il precetto stesso della legge, «tutte le persone possono e le autorità e gli agenti devono agire". Così, qualunque divergenza sulla possibilità di azione delle Guardie Municipali e l'azione delle stesse è perfettamente supportata dalla legge.
Quanto alla loro organizzazione amministrativa, questa diverge abbastanza tra una e l'altra città, in quanto, essendo considerate alla stregua di organizzazioni paramilitari, le leggi brasiliani in relazione a tali organizzazione afferma che queste non dovrebbero esistere. Pertanto, le Guardie Municipali in realtà non sono organizzazioni paramilitari, o militari, anche se comunemente sono comandate da militari in pensione della BMP, responsabili che generalmente agiscono direttamente nell'interesse della Guardia Civile, e presentando pertanto alcune tracce organizzazione militare. Tracce, tuttavia, che essi stessi mettono in dubbio nella loro parte integrante, in quanto le guardie sono civili e non militari, quindi non c'è bisogno, di avere procedure, gerarchie e funzioni strettamente "militari".
Una delle Guardie Civili Brasiliane che svetta sulle altre per l'eccellenza nei servizi, è la Guardia Comunale Civile di Sobral, che offre a una struttura esemplare di monitoraggio video, di moto e ciclo pattugliamento, oltre a generare rapporti giornalieri degli eventi per renderli disponibili online, informazioni sulle gare e l'inserimento di giovani adolescenti attraverso il progetto sociale Mirim Guard.

## Nei vari Stati brasiliani
La Guardia Civile Municipale (MCG) è un organismo civile ed amministrativo della polizia municipale, strumento di pubblica sicurezza della città. I suoi componenti hanno le stesse prerogative e gli obblighi legali dei dipendenti comunali. Nella città di San Paolo, tale corpo viene chiamato Guardia Civile Metropolitana . I suoi uomini indossano uniformi di colore blu marino. A Rio de Janeiro è stata chiamata solo Guardia Municipale, e i suoi uomini indossano uniformi di color cachi.
La Guardia Civil di Rio De Janeiro, non è un'organizzazione di tipo militare. Solo nelle città con più di 20.000 abitanti i dipendenti della Guardia Civil sono autorizzati all'uso delle armi da fuoco, mentre il loro trasporto è concesso dal Governo Federale. Le pattuglie della Guardia Municipale sono chiamate, Rondas diffuse in più di 700 comuni con oltre 80.000 operatori del Guarde (IBGE).